# Jerónimo Rodríguez de Espinosa

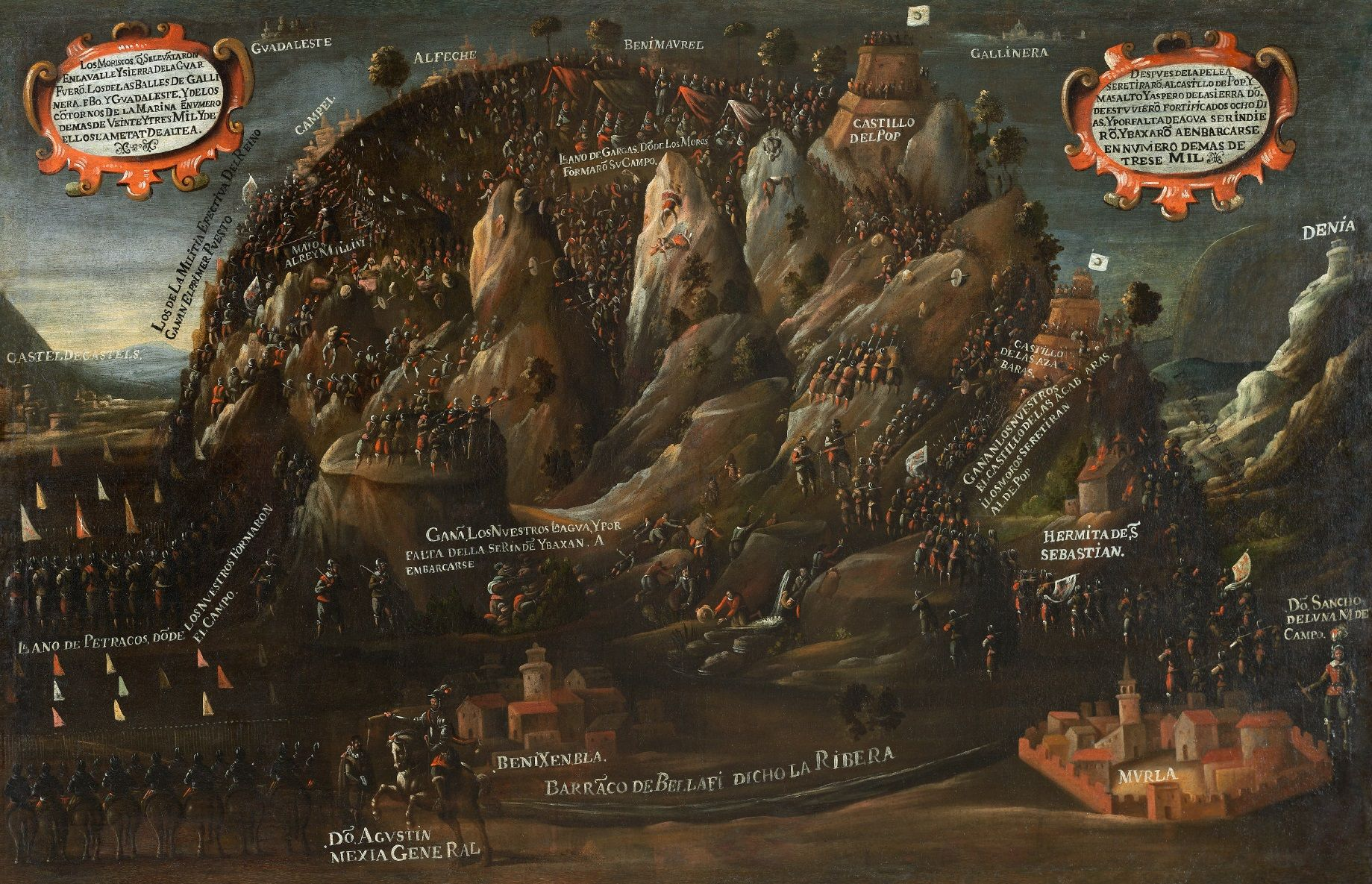
Rebelión de los moriscos en la Vall de Gallinera o Laguar, óleo sobre lienzo, 109 x 173 cm, Valencia, Fundación Bancaja.

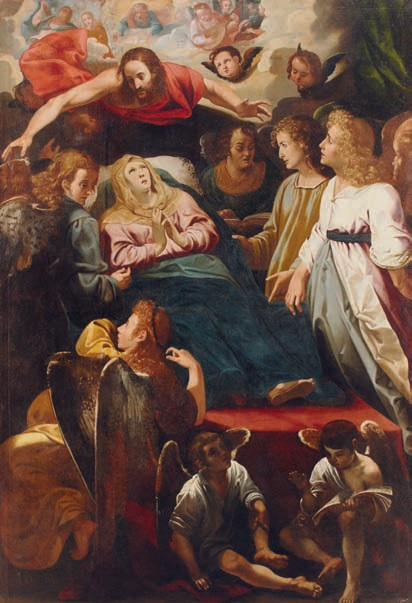
Tránsito de la Virgen, óleo sobre lienzo, Valencia, Museo de Bellas Artes.

Jerónimo Rodríguez de Espinosa (Valladolid, 1562-Cocentaina, c. 1639) fue un pintor tardomanierista español, padre del más célebre Jerónimo Jacinto Espinosa.

## Biografía
Nacido en Valladolid el 17 de abril de 1562, tras aprender en su ciudad natal el oficio de pintor, según Ceán Bermúdez, se trasladó a Cocentaina donde contrajo matrimonio con Aldonza Lleó en 1596. Protegido por Jerónimo Ruiz de Corella, conde de Cocentaina, en la localidad alicantina permaneció la familia al menos hasta 1612, aunque es probable que hiciese esporádicos viajes a Valencia donde residía en 1606, cuando contrató con el conde de Cocentaina la pintura del retablo mayor de la iglesia de San Juan Bautista de Muro en el que trabajó hasta 1607, trabajo que se ha conservado hasta hoy, aunque lo haya hecho solo parcialmente y desmembrado. Para una serie de seis cuadros de la expulsión de los moriscos de Valencia encargada por el virrey Luis Carrillo de Toledo en nombre del propio rey Felipe III a Pedro Oromig como primer firmante, Espinosa se hizo cargo del que representa la Rebelión de los moriscos en la Vall de Gallinera o Laguar. La serie, ahora en la Fundación Bancaja, estaba concluida en 1613, cuando se envío a Madrid. Con Francisco Peralta, otro de los participantes en la serie de la expulsión de los moriscos, se repartió la pintura de las puertas del retablo de la Virgen de Montserrat en el convento de Santo Domingo de Valencia. Se ha conservado, en el Museo de Bellas Artes de Valencia, el Nacimiento de san Juan Bautista de la puerta izquierda.
En 1616 se inscribió en el Colegio de Pintores de Valencia junto con sus hijos Jerónimo Jacinto, nacido en Cocentaina en 1600, y Antonio Luis, de solo diez años, además de un discípulo, un tal Juan Dose que pudiera ser Juan Do, luego establecido en Nápoles. En Valencia recuperó el trato con Francisco Ribalta, a quien había conocido años atrás en El Escorial, cuando ambos residían todavía en la corona de Castilla y se iniciaban en la pintura. En 1619 María Ruiz de Corella, viuda del conde de la Puebla del Maestre, le encargó la pintura, dorado y estofado de tres bóvedas de la capilla principal y crucero del convento de la Santísima Trinidad de Valencia, donde lo representado es una gloria con ángeles mancebos, y en 1632 la misma señora, ahora residente en Madrid, le encargó el dorado y estofado de un santo Cristo que tenía en el citado convento.

## Obra
De las nueve tablas del retablo mayor de la parroquial de Muro, que pintó en colaboración con el dorador Jaime Terol, se conservan seis en el Museo de la Catedral de Valencia (Visitación de la Virgen a santa Isabel, Nacimiento del Bautista, Predicación, Bautismo de Cristo, Degollación del Bautista y Descendimiento), muy dañadas tras haber sufrido en 1936 el incendio del Palacio Episcopal. Las influencias escurialenses y el color agrio muestran un arte anclado en el pasado, aunque a lo largo de su carrera pudiera haber experimentado alguna evolución en contacto con Ribalta si es suyo, como parece probable, el Tránsito de la Virgen del Museo de Bellas Artes de Valencia, que se ha atribuido también al hijo.
Víctor Marco le atribuye las decoraciones murales de la Sala Dorada del palacio condal de Cocentaina, con la genealogía de la familia Corella, con los reyes de Navarra de los que se presumían descendientes y la conquista del reino de Valencia por Jaime I, pinturas de las que se habría hecho cargo en torno a 1616 y con motivo del enlace matrimonial de Jerónimo Ruiz de Corella y Jerónima Dávila y Manrique, hija del marqués de la Navas. Como en lo que se conserva de la decoración de la bóveda del convento de la Santísima Trinidad, es un trabajo de carácter marcadamente decorativo, con colores brillantes y manieristas escorzos.